# Olympische Sommerspiele 2016/Kanu – Einer-Canadier 200 m (Männer)
Der Kanuwettbewerb im Einer-Canadier 200 Meter der Männer (Kurzbezeichnung: C1 200) bei den Olympischen Spielen 2016 in Rio de Janeiro wurde vom 17. bis 18. August 2016 in der Lagoa Rodrigo de Freitas ausgetragen. 25 Athleten aus 25 Nationen nahmen an dem Wettkampf teil. 
Zunächst wurden dabei vier Vorläufe ausgetragen, bei denen sich die ersten fünf Athleten jeweils für das Halbfinale qualifizierten, hinzu kam ein Zeitschnellster. In den drei Läufen erreichten die ersten beiden Athleten die Berechtigung für eine Teilnahme am A-Finale, hinzu kamen die zwei zeitschnellsten Athlet aus den drei Läufen, die sich bis dato noch nicht für das A-Finale qualifiziert hatten. Die folgenden Athleten starteten im B-Finale, wo die Positionen neun bis sechzehn gefahren wurde. 

## Titelträger
| Olympiasieger | Jurij Tscheban | London 2012  |
| Weltmeister   | Arzjom Kosyr   | Mailand 2015 |

## Zeitplan
- Vorläufe: 17. August 2016, 9:16 Uhr (Ortszeit)
- Halbfinale: 17. August 2016, 10:42 Uhr (Ortszeit)
- Finale: 18. August 2016, 9:16 Uhr (Ortszeit)

## Vorläufe

### Lauf 1
| Platz | Kanute            | Nation   | Zeit     | Bemerkung     |
| ----- | ----------------- | -------- | -------- | ------------- |
| 1     | Alfonso Benavides | Spanien  | 40,610 s | Halbfinale    |
| 2     | Oleg Tarnovschi   | Moldau   | 40,852 s | Halbfinale    |
| 3     | Jurij Tscheban    | Ukraine  | 41,220 s | Halbfinale    |
| 4     | Sasa Nadiradse    | Georgien | 41,423 s | Halbfinale    |
| 5     | Li Qiang          | China    | 41,456 s | Halbfinale    |
| 6     | Tomasz Kaczor     | Polen    | 42,450 s | ausgeschieden |
| 7     | Khaled Houcine    | Tunesien | 42,499 s | ausgeschieden |

### Lauf 2
| Platz | Kanute           | Nation     | Zeit     | Bemerkung     |
| ----- | ---------------- | ---------- | -------- | ------------- |
| 1     | Thomas Simart    | Frankreich | 40,415 s | Halbfinale    |
| 2     | Isaquias Queiroz | Brasilien  | 40,522 s | Halbfinale    |
| 3     | Helder Silva     | Portugal   | 40,578 s | Halbfinale    |
| 4     | Mark Oldershaw   | Kanada     | 42,972 s | Halbfinale    |
| 5     | Dagnis Iļjins    | Lettland   | 44,125 s | Halbfinale    |
| 6     | Joaquim Lobo     | Mosambik   | 44,949 s | ausgeschieden |

### Lauf 3
| Platz | Kanute          | Nation      | Zeit     | Bemerkung  |
| ----- | --------------- | ----------- | -------- | ---------- |
| 1     | Andrei Kraitor  | Russland    | 39,985 s | Halbfinale |
| 2     | Jonatán Hajdu   | Ungarn      | 40,147 s | Halbfinale |
| 3     | Martin Fuksa    | Tschechien  | 40,311 s | Halbfinale |
| 4     | Timur Khaidarov | Kasachstan  | 40,492 s | Halbfinale |
| 5     | Stefan Kiraj    | Deutschland | 41,198 s | Halbfinale |
| 6     | Marcos Pulido   | Mexiko      | 41,910 s | Halbfinale |

### Lauf 4
| Platz | Kanute              | Nation        | Zeit     | Bemerkung     |
| ----- | ------------------- | ------------- | -------- | ------------- |
| 1     | Valentin Demjanenko | Aserbaidschan | 39,749 s | Halbfinale    |
| 2     | Henrikas Žustautas  | Litauen       | 40,048 s | Halbfinale    |
| 3     | Carlo Tacchini      | Italien       | 41,368 s | Halbfinale    |
| 4     | Adel Mojallali      | Iran          | 41,650 s | Halbfinale    |
| 5     | Angel Kodinow       | Bulgarien     | 42,694 s | Halbfinale    |
| 6     | Ferenc Szekszárdi   | Australien    | 44,292 s | ausgeschieden |

## Halbfinale

### Lauf 1
| Platz | Kanute             | Nation     | Zeit     | Bemerkung     |
| ----- | ------------------ | ---------- | -------- | ------------- |
| 1     | Isaquias Queiroz   | Brasilien  | 39,659 s | A-Finale      |
| 2     | Alfonso Benavides  | Spanien    | 40,038 s | A-Finale      |
| 3     | Li Qiang           | China      | 40,066 s | A-Finale      |
| 4     | Martin Fuksa       | Tschechien | 40,311 s | B-Finale      |
| 5     | Timur Khaidarov    | Kasachstan | 41,079 s | B-Finale      |
| 6     | Henrikas Žustautas | Litauen    | 41,187 s | B-Finale      |
| 7     | Angel Kodinow      | Bulgarien  | 42,925 s | ausgeschieden |

### Lauf 2
| Platz | Kanute          | Nation     | Zeit     | Bemerkung     |
| ----- | --------------- | ---------- | -------- | ------------- |
| 1     | Andrei Kraitor  | Russland   | 40,394 s | A-Finale      |
| 2     | Thomas Simart   | Frankreich | 40,670 s | A-Finale      |
| 3     | Oleg Tarnovschi | Moldau     | 40,715 s | B-Finale      |
| 4     | Carlo Tacchini  | Italien    | 41,468 s | B-Finale      |
| 5     | Marcos Pulido   | Mexiko     | 42,283 s | B-Finale      |
| 6     | Adel Mojallali  | Iran       | 42,386 s | ausgeschieden |
| 7     | Dagnis Iļjins   | Lettland   | 45,082 s | ausgeschieden |

### Lauf 3
| Platz | Kanute              | Nation        | Zeit     | Bemerkung     |
| ----- | ------------------- | ------------- | -------- | ------------- |
| 1     | Sasa Nadiradse      | Georgien      | 40,146 s | A-Finale      |
| 2     | Valentin Demjanenko | Aserbaidschan | 40,298 s | A-Finale      |
| 3     | Jurij Tscheban      | Ukraine       | 40,590 s | A-Finale      |
| 4     | Jonatán Hajdu       | Ungarn        | 40,718 s | B-Finale      |
| 5     | Helder Silva        | Portugal      | 41,162 s | B-Finale      |
| 6     | Stefan Kiraj        | Deutschland   | 43,171 s | ausgeschieden |
| 7     | Mark Oldershaw      | Kanada        | 43,357 s | ausgeschieden |

## Finale

### B-Finale
Anmerkung: Gefahren wurde hier um die Platz neun bis sechzehn, das heißt, der Sieger des B-Finales Martin Fuksa wurde insgesamt Neunter usw.
| Platz | Kanute             | Nation     | Zeit     |
| ----- | ------------------ | ---------- | -------- |
| 1     | Martin Fuksa       | Tschechien | 39,760 s |
| 2     | Jonatán Hajdu      | Ungarn     | 39,811 s |
| 3     | Henrikas Žustautas | Litauen    | 40,230 s |
| 4     | Oleg Tarnovschi    | Moldau     | 40,280 s |
| 5     | Helder Silva       | Portugal   | 40,388 s |
| 6     | Timur Khaidarov    | Kasachstan | 40,549 s |
| 7     | Carlo Tacchini     | Italien    | 40,733 s |
| 8     | Marcos Pulido      | Mexiko     | 42,098 s |

### A-Finale
| Platz | Kanute              | Nation        | Zeit     | Bemerkung             |
| ----- | ------------------- | ------------- | -------- | --------------------- |
| 1     | Jurij Tscheban      | Ukraine       | 39,279 s | beste olympische Zeit |
| 2     | Valentin Demjanenko | Aserbaidschan | 39,493 s |                       |
| 3     | Isaquias Queiroz    | Brasilien     | 39,628 s |                       |
| 4     | Alfonso Benavides   | Spanien       | 39,649 s |                       |
| 5     | Sasa Nadiradse      | Georgien      | 39,817 s |                       |
| 6     | Andrei Kraitor      | Russland      | 40,105 s |                       |
| 7     | Li Qiang            | China         | 40,143 s |                       |
| 8     | Thomas Simart       | Frankreich    | 40,180 s |                       |